# Ape (Lettonia)
Ape è un comune della Lettonia di 4.379 abitanti (dati 2009)

## Geografia antropica

### Suddivisioni amministrative
Il comune è stato istituito nel 2009 ed è formato dalle seguenti unità amministrative:
- Ape
- Gaujiena
- Vireši
- Trapene